# Carvão, palha e feijão
Carvão, palha e feijão (em alemão: Strohhalm, Kohle und Bohne) ou A palha, o carvão e o feijão é um conto etiológico engraçado compilado pelos Irmãos Grimm. É o conto número 18 (KHM 18). "Conto etiológico" é aquele que explica a origem de algo, neste caso, da mancha escura no feijão-fradinho. Três seres inanimados, uma palha, um carvão e um feijão, caem no chão enquanto uma velha prepara a comida e resolvem se unir e partir. Enquadra-se no Tipo 295 do Sistema Aarne-Thompson-Uther de classificação de contos folclóricos.

## Origem
Wilhelm Grimm ouviu essa historieta em 1808 de Dorothea Catharina Wild em Kassel. Ela figura na versão manuscrita original como: no 5, depois sempre como no 18, e a partir da 3a edição dos Kinder- und Hausmärchen foi influenciada pela coletânea de fábulas em versos Esopus (Esopo) do escritor alemão Burkard Waldis (1490-1556).

## História
Uma velha, ao cozinhar, deixa cair no chão um grão de feijão, uma palha e um carvão. Os três, contentes por terem salvado suas vidas, resolvem partir. Deparam com um rio e a palha forma uma ponte para atravessarem. O carvão atravessa primeiro mas, no meio do rio, com medo da água correndo em baixo, para. A palha pega fogo e cai no rio junto com o carvão. O feijão ri da cena até estourar. Um alfaiate que passa por lá costura o feijão com uma linha preta, e por isso "todos os feijões possuem, desde então, uma costura negra", segundo a história. Trata-se do feijão conhecido como "feijão-fradinho", claro mas com um "olho" preto.